# 駆け足の人生 (アルバム)
『駆け足の人生』(原題：Life in a Day)は、イギリスのポストパンクバンド、シンプル・マインズの1stアルバム。1979年4月10日にズーム・レコードよりリリース。1978年12月から1979年1月にかけてモービル・ユニット、アビー・ロード・スタジオ、タウンハウス・スタジオにてレコーディング。全英最高30位を記録。

## 収録曲
全曲ジム・カーの作詞、チャーリー・バーチル／ジム・カー作曲。

### A面
1. "Someone" - 3:42
2. "Life in a Day" - 4:05
3. "Sad Affair" - 2:45
4. "All for You" - 2:51
5. "Pleasantly Disturbed" - 7:59

### B面
1. "No Cure" - 3:34
2. "Chelsea Girl" - 4:34
3. "Wasteland" - 3:45
4. "Destiny" - 3:38
5. "Murder Story" - 6:17

## 参加ミュージシャン
- ジム・カー - ボーカル
- チャーリー・バーチル - ギター、ヴァイオリン、ボーカル
- デレク・フォーブス - ベースギター、ボーカル
- ブライアン・マッギー - ドラムス、パーカッション、ボーカル
- マイケル・マクニール - キーボード、ボーカル